# 安贝尔维尔
安贝尔维尔（法語：Humberville，法語發音：[œ̃bɛʁvil]）是法国上马恩省的一个市镇，属于肖蒙区。

## 地理
安贝尔维尔（48°17'6"N, 5°22'43"E）面积6.44 平方千米，位于法国大東部大區上马恩省，该省份为法国东北部内陆省份，北起马恩省和默兹省，西接奥布省，西南接科多尔省，东南接上索恩省，东临孚日省。
与安贝尔维尔接壤的市镇（或旧市镇、城区）包括：马努瓦、奥尔克沃、雷内勒、圣布兰。
安贝尔维尔的时区为UTC+01:00、UTC+02:00（夏令时）。

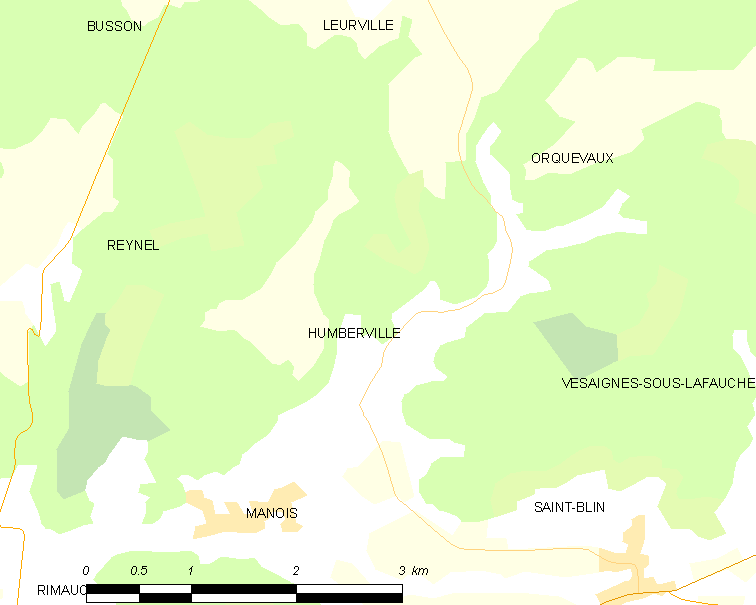
安贝尔维尔的OSM定位图

## 行政
安贝尔维尔的邮政编码为52700，INSEE市镇编码为52245。

## 政治
安贝尔维尔所属的省级选区为普瓦松县。

## 人口

1962-2008年间安贝尔维尔人口变化图示

安贝尔维尔于2022年1月1日时的人口数量为58人。